# 塔特拉國家公園

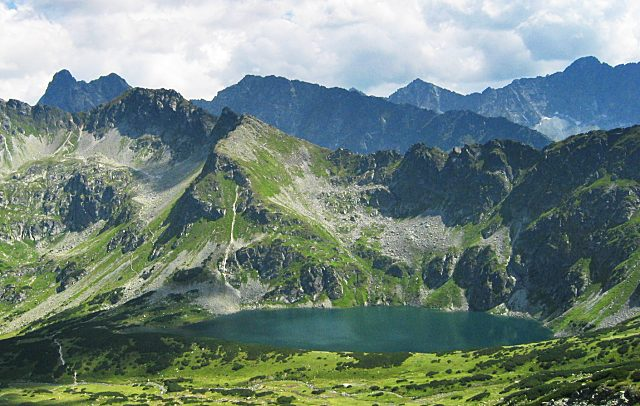

塔特拉國家公園是波蘭的國家公園，位於該國南部塔特拉山脈，由小波蘭省負責管轄，毗鄰與斯洛伐克接壤的邊境，始建於1954年，面積212平方公里。

## 外部連結
- Official website （页面存档备份，存于）